# Zofia Odrowąż
Zofia ze Sprowy Odrowążówna 1º voto Tarnowska, 2º voto Kostkowa (v. 1540 – 9 juillet 1580), est une noble polonaise armoiries Odrowąż, fille du castellan de Lviv, voïvode de Podolie (pl) et de Ruthénie (uk), Stanisław Odrowąż et d'Anne, dernière duchesse mazovienne de la dynastie Piast, castellane de Wojnicz et staroste de Sandomierz.
Peu avant le 9 novembre 1555, elle épouse le castellan de Wojnice, Jan Krzysztof Tarnowski (en) (1537–1567). Après la mort de ce dernier à la fin de l'année 1574, elle épouse le castellan de Gdańsk (pl) et voïvode de Sandomierz (pl), Jan Kostka. Avec ce dernier, elle a trois enfants:
- Jan Kostka[5],
- Anna Ostrogska,
- Katarzyna Sieniawska (pl).